# Vincent Ferniot
Pour les articles homonymes, voir Ferniot.
Pour les autres membres de la famille, voir Famille Servan-Schreiber.
Vincent Ferniot, né le 14 juin 1960 à Neuilly-sur-Seine en France, est à la fois journaliste gastronomique, comédien, musicien et présentateur de Midi en France sur France 3 de 2015 à 2018. Il anime les émissions Ferniot fait le marché sur Sud Radio, et Manger c'est voter sur Public Sénat.

## Biographie
Fils de Jean Ferniot et Christiane Collange (née Servan-Schreiber), tous deux journalistes et écrivains.
Sa famille paternelle (les Ferniot) est originaire de Franche-Comté, de Valdahon et d’Épenoy dans le Doubs et de Gendrey dans le Jura[réf. nécessaire]. Sa famille maternelle est originaire pour sa grand-mère (Denise Servan-Schreiber née Bresard) de Besançon, et pour son grand-père (Émile Servan-Schreiber) de Paris, mais d’un père (Joseph Schreiber) né dans une famille juive-berlinoise et ayant choisi la nationalité française à la fin du XIXe siècle.
Scolarité à l’École internationale bilingue, puis à l’École nationale supérieure des arts décoratifs à Paris. Au début des années 1980, il a été le fondateur et le chanteur du groupe de musique rock Les Civils(titres : La Crise, sorti au printemps 1982, suivi de La Peur du loup).
Il est également apparu dans certains films comme Le Bunker de la dernière rafale (1981) de Marc Caro et Jean-Pierre Jeunet, ainsi qu’auprès de Richard Gotainer dans Rendez-vous au tas de sable (1990). Plus récemment, il interprète un recteur en compagnie de Bruno Solo dans le téléfilm Jusqu'à l'enfer (2009), d’après le roman La Mort de Belle de Georges Simenon.

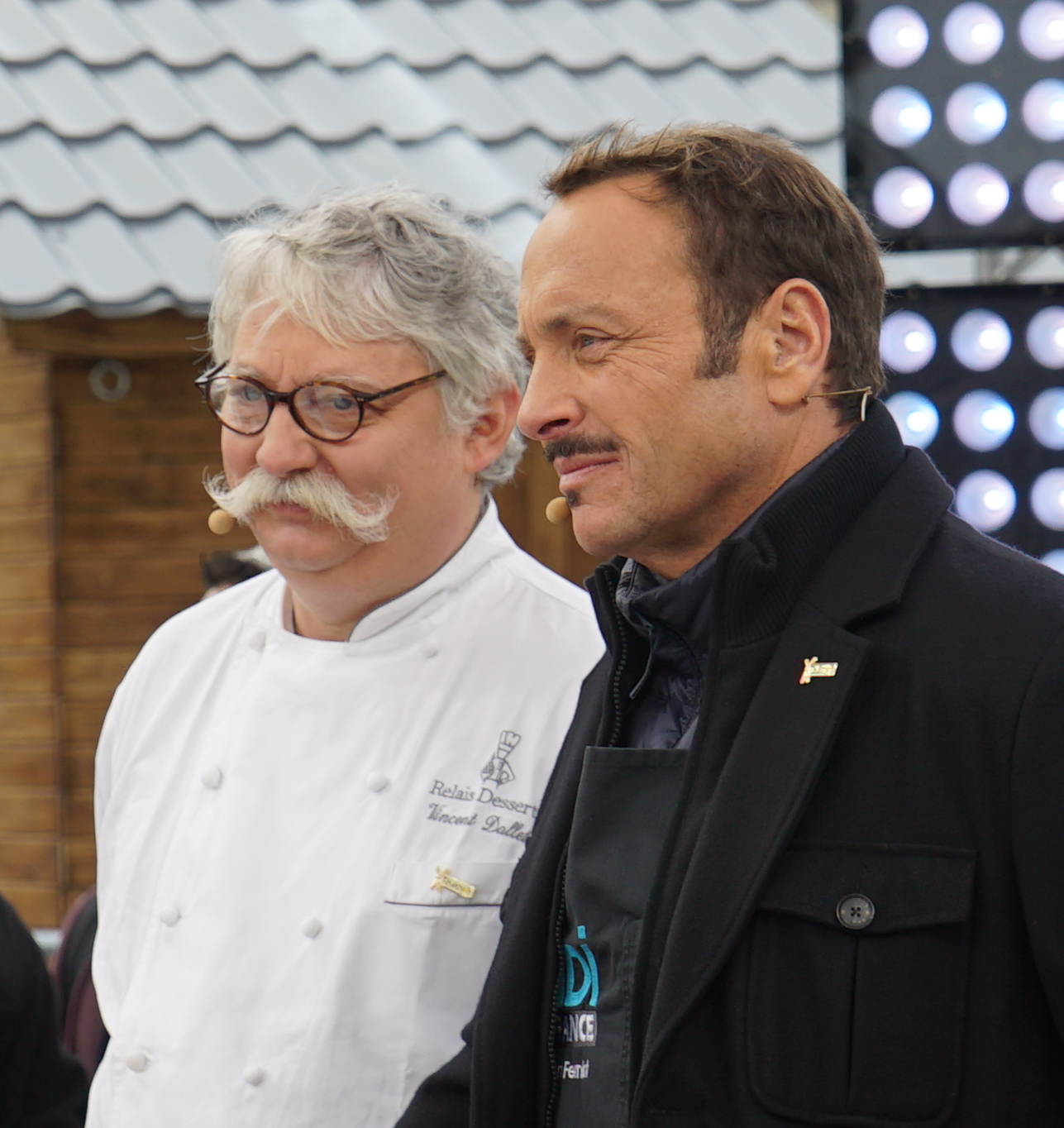
Vincent Ferniot, tournage Midi en France à Reims.

Il crée en 1984 l’agence de comédiens et mannequins Quasi-Modo.
Après diverses collaborations à la radio (RFM, RMC, Europe 1, France Inter…), il officie sur Canal+ dans l’émission La Vie en clair, sur Escales où il présentait La France au menu et sur Vivolta où il animait l’émission Cuisine et Saveurs après avoir collaboré quotidiennement à Télématin sur France 2 de 1987 à 2004.
De 2005 à 2010, il est chroniqueur dans l’émission Village Départ sur France 3 durant le tour de France, avec Laurent Luyat.

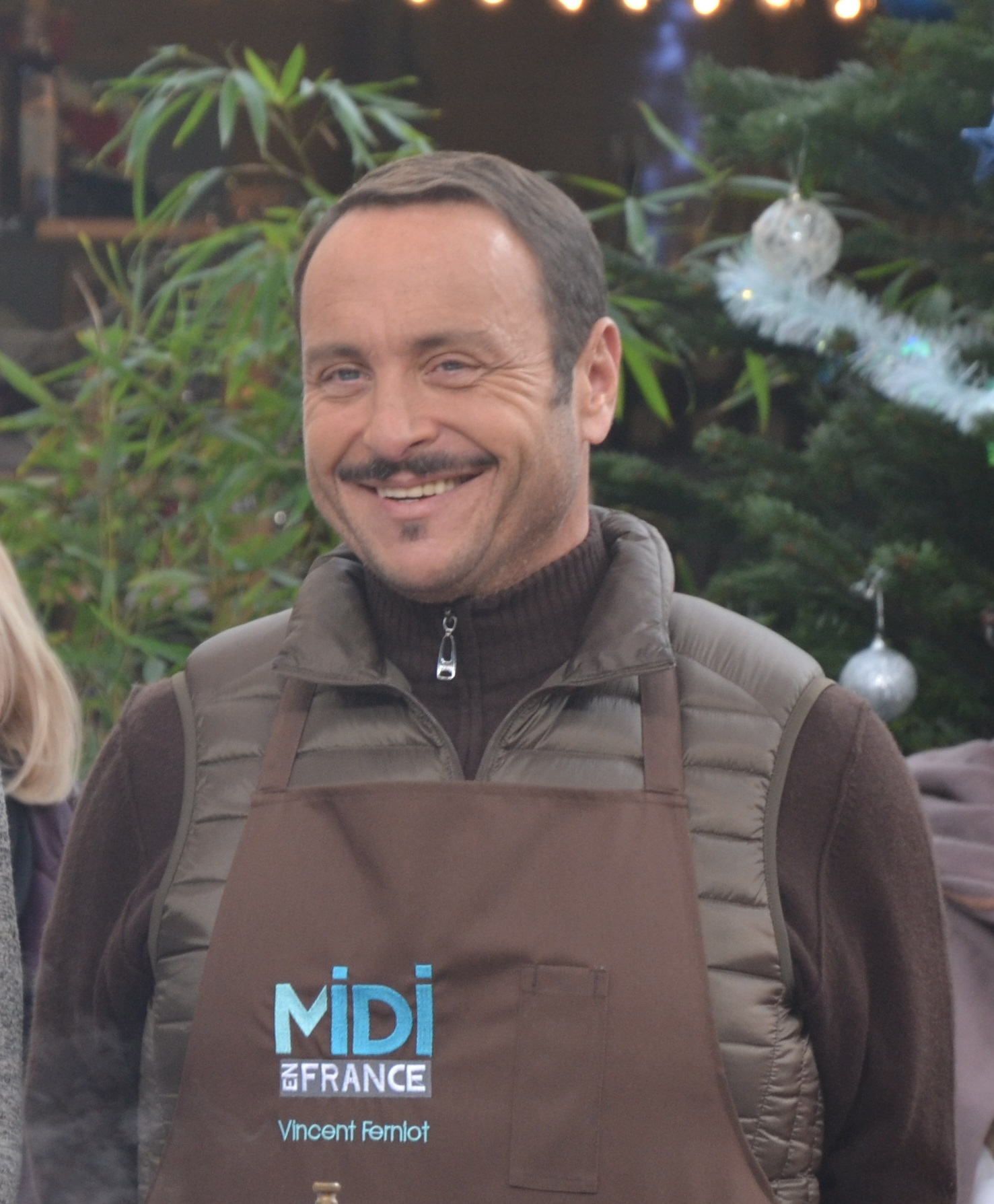
Lors du tournage de l’émission Midi en France, de France 3 à Avignon.

De septembre 2015 à fin 2018, il présente l’émission Midi en France chaque jour sur France 3, émission à laquelle il participait en tant que chroniqueur culinaire depuis le 31 janvier 2011.
De septembre 2019 à décembre 2020, il anime l'émission Ensemble c'est mieux ! sur France 3 Paris Île-de-France. En janvier 2021, il est officiellement remplacé par Raphaël Yem.
Il présente à partir de décembre 2021 la nouvelle saison de Manger c’est voter, un magazine télévisé diffusé sur Public Sénat, succédant à Périco Légasse qui avait créé l'émission sur la chaîne.

## Décorations
- Commandeur de l'ordre du Mérite agricole (2022)[4]
  -  Officier de l'ordre du Mérite agricole (2002)

## Activité à la radio
Depuis 2018 : animateur de l'émission Ferniot Fait le Marché le dimanche sur Sud Radio

## Filmographie
- Le Bunker de la dernière rafale (1981)
- Le Thé au harem d'Archimède (1984)
- Adieu Blaireau (1985)
- Agent trouble (1987)
- Rendez-vous au tas de sable (1990)
- Jusqu'à l'enfer (2009)

## Publications
- Le Guide Ferniot-Hachette des bons produits (Éditions Hachette Pratique)
- Plus jamais gros (Éditions Orban)
- Trésors du terroir (Éditions Stock)
- Mon carnet de recettes (Éditions Flammarion)
- La Cuisine de nos Régions (Éditions Solar)